# ウンデット・ニーの虐殺

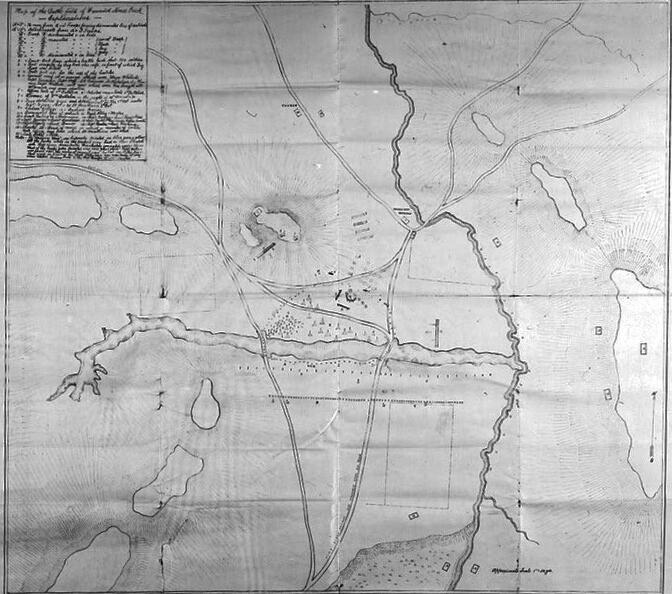
ウーンデッド・ニーの虐殺現場

ウーンデッド・ニーの虐殺（ウンデット・ニーのぎゃくさつ、英：Wounded Knee Massacre）は、1890年12月29日、アメリカ合衆国サウスダコタ州ウーンデッド・ニーで、ミネコンジュー族ほかのスー族インディアンのバンド（一団、一行）に対して、米軍の第7騎兵隊が行った民族浄化。
この虐殺を合衆国政府側は「ウーンデッド・ニーの戦い」（～のたたかい）と呼び、虐殺を実行した第7騎兵隊には名誉勲章が授与されている。しかし、インディアン（先住民）側ではこれを「ビッグ・フット一行に対する虐殺」と呼んでいる。

## 発端

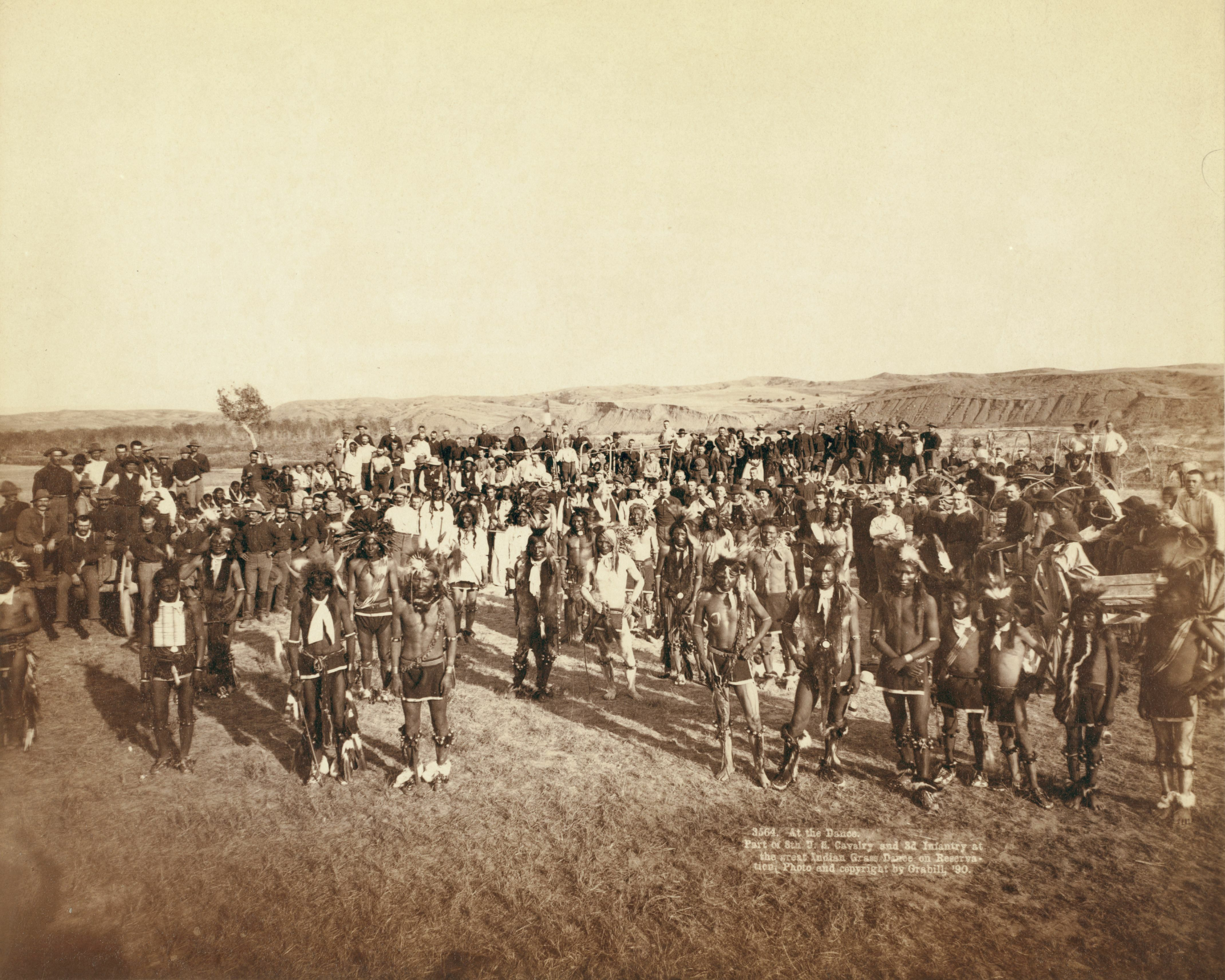
1890年8月、シャイアン川のほとりに集まり、「ゴーストダンス」の準備をするビッグ・フット・バンド。この4か月後に彼らは米軍によって皆殺しにされる。

19世紀末、インディアン（米大陸先住民）たちはヨーロッパから移住した白人によって生活環境を破壊され、絶望のどん底にあった。そんな中、パイユート族 (Paiute) のウォヴォカ (Wovoka) を教祖とするゴースト・ダンス (Ghost Dance) が西部のインディアンたちの間で爆発的に流行した。ゴースト・ダンスとは、「ゴーストダンス（幽霊踊り）を踊ることで、再びインディアンたちの自由な世界とともにバッファロー（正確にはアメリカバイソン）たちが草原に還ってくる」という終末的信仰で、スー族のもとで呪術師キッキング・ベア（マト・ワナタケ）によって、「これを信じるものに与えられる『ゴースト・シャツ』を着れば、白人の銃弾を受けても弾が通らず平気になる」という教義が加えられた。
白人側は、この教えによってインディアンたちが反抗的になるとして、徹底的に弾圧した。スー族から無能な臆病者として「ラコタを怖がる若造」と呼ばれ蔑まれていたパインリッジ保留地の監督官ダニエル・F・ロイヤーは、インディアンを強く警戒して、ゴースト・ダンスの流行をスー族反乱の予兆と捉え、1890年の11月半ばに「雪の中でインディアンが踊り狂い、凶暴になっているから、今すぐ我々を保護して欲しい」と合衆国政府に電報を打った。この報告を受け、米軍が数千人規模でスー族の保留地に続々とやって来た。白人による虐殺を恐れ、多くのスー族が西方の岩山地帯バッドランズ（マコシカ）に逃げ込んだ。
さらにスタンディングロック保留地監督官のジェームズ・マクローリンは、スー族の精神的支柱であるシッティング・ブル（タタンカ・イヨタケ）に「ゴーストダンスを煽っている」と濡れ衣を着せ、1890年12月14日、スー族インディアン警官を使って彼を暗殺させた。
この大戦士の死に西部が騒然とするなか、シッティング・ブルを慕っていた同じキャンプのスー族たち（ほとんどが子供や老人、そして非武装の男女だった）は飢えと寒さに耐えかねて、バッドランズを下り、川をさかのぼって、南方160キロメートルのシャイアン川（グッド川）そばにいた、ビッグ・フット（シハ・タンカ）酋長の属するミネコンジュー族 (Miniconjou) のビッグ・フット・バンドの元へ逃れた。
400人近いこのバンドの中で、戦士は100人ほどしかおらず、残りは年寄りや女・子供だった。ビッグ・フット酋長は肺炎を患っており、トラボイ（地引そり）で運ばれていた。
ミネコンジュー族は、オグララ・スー族 (Oglala Lakota) の支族のひとつで、ビッグ・フット酋長の属するバンドは、ゴースト・ダンスを信奉していた。ゴースト・シャツを持つ彼らの元なら、その奇跡の庇護を受けられると考えたのである。上記の一団が合流して、ミネコンジュー族の約400人のビッグ・フット・バンドは年金（食料）の補給を受けるために、ミズーリ川近くのベネット砦の保留地管理事務所へ向かっていた。
インディアンの社会では、酋長とは揉め事の矢面に立ち、和平の交渉を行う「調停者」であり、「首長」や「指導者」ではない。インディアンの社会は合議制であって、部族民は誰かの指示で行動するような文化にない。しかし白人（スー族の呼ぶところのワシチュー）たちは、「酋長（チーフ）」を「指導者」だと思っていた。「ゴースト・ダンス」がスー族の中で流行した際には、シッティング・ブルをこの宗教の扇動者だと決めつけ、ついには暗殺している。
ビッグ・フットは、和平交渉者として人望厚かった老酋長で、白人とは友好派で、「賢く分別ある調停者」と呼ばれていた。しかし、白人は終始、この一団はビッグ・フットが「率いている」と思っていた。彼はこのとき、すでに肺炎で余命いくばくもない体であった。BIA（インディアン管理局）の保留地監督官はゴースト・ダンスを信奉するビッグ・フット・バンドの動きを警戒し、彼を逮捕すべく、第8騎兵連隊のE・V・サムナー大佐が差し向けられた。
ビッグ・フット・バンドは移動中にポーキュパイン崖の近くで米軍の襲撃に遭い、彼らはただちに降伏した。サムナーの詰問に対し、ビッグ・フットは穏やかに、交戦の意思がないこと、シッティング・ブルのキャンプから逃げた部族員を匿ったのは、「38人の男女が腹を空かし、足を痛め、雪の中裸同然でいたのを発見したからだ。心ある者なら誰でも同じ事をしただろう」と説明した。「調停者」であるビッグ・フットは、部族員の幸福を図る立場であるから、このように答えたのである。

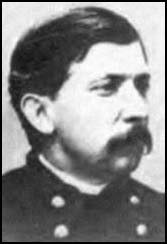
スー族虐殺を指揮したジェームス・フォーサイス大佐

これに対しサムナーは、西方のシャイアン族のキャンプまで同行するよう命令し、ビッグ・フット・バンドはおとなしく従った。サムナーたち白人は、ビッグ・フットがこのバンドの「指導者」だと誤解していたので、ビッグ・フット個人に対して指示を出した。彼らの「冬の村」まで来たところで、ビッグ・フットは「もう家に帰るつもりだし、なにも追い立てられる理由はない、これ以上先へ行くつもりはない」、とサムナーに告げる。ところが、その夜に東方から更なる騎兵隊が到着すると聞いて、彼らはおびえ浮き足立ち、バッドランズ（マコシカ）へ向けて逃亡する者が出た。
スー族たちインディアンの社会は高度な個人主義であり、支族集団から小さなバンドに至るまで、誰かに統率されているような社会ではない。部族民が米軍に脅えて逃げだしたところで、酋長（調停者）であるビッグ・フットには重大な責任はなかった。
12月28日、彼らは「逃亡者を追い、逮捕せよ」とのマイルズ将軍の命により、S・M・ホイットサイド少佐の騎兵隊に追跡され捕まった。ビッグ・フットはそれ以上の争いを避けるために白旗を掲げて降伏を告げた。彼らはサムナーに命令されてウーンデッド・ニー河畔まで連行された。ここで野営を張るよう命令され、彼らはティピーを建てた。彼らのキャンプを、リトルビッグホーンの戦いで壊滅した第7騎兵隊の残党を含む、ジェームス・フォーサイス大佐指揮下の、総勢470名、騎兵4個中隊と砲兵1個中隊が包囲した。フォーサイスは肺炎のビッグ・フットのためにストーブを用意させた。夜になると兵士たちは、「暖をとるため」と称してウィスキーの樽を開け、どんちゃん騒ぎを始めた。この現場から24キロメートルほど離れたシャイアンクリークそばには、同じスー族の野営地があり、町から続々進軍していく米軍を見て、彼らは不安感を募らせていた。この野営の中には、ブラック・エルクもいた。

## 虐殺

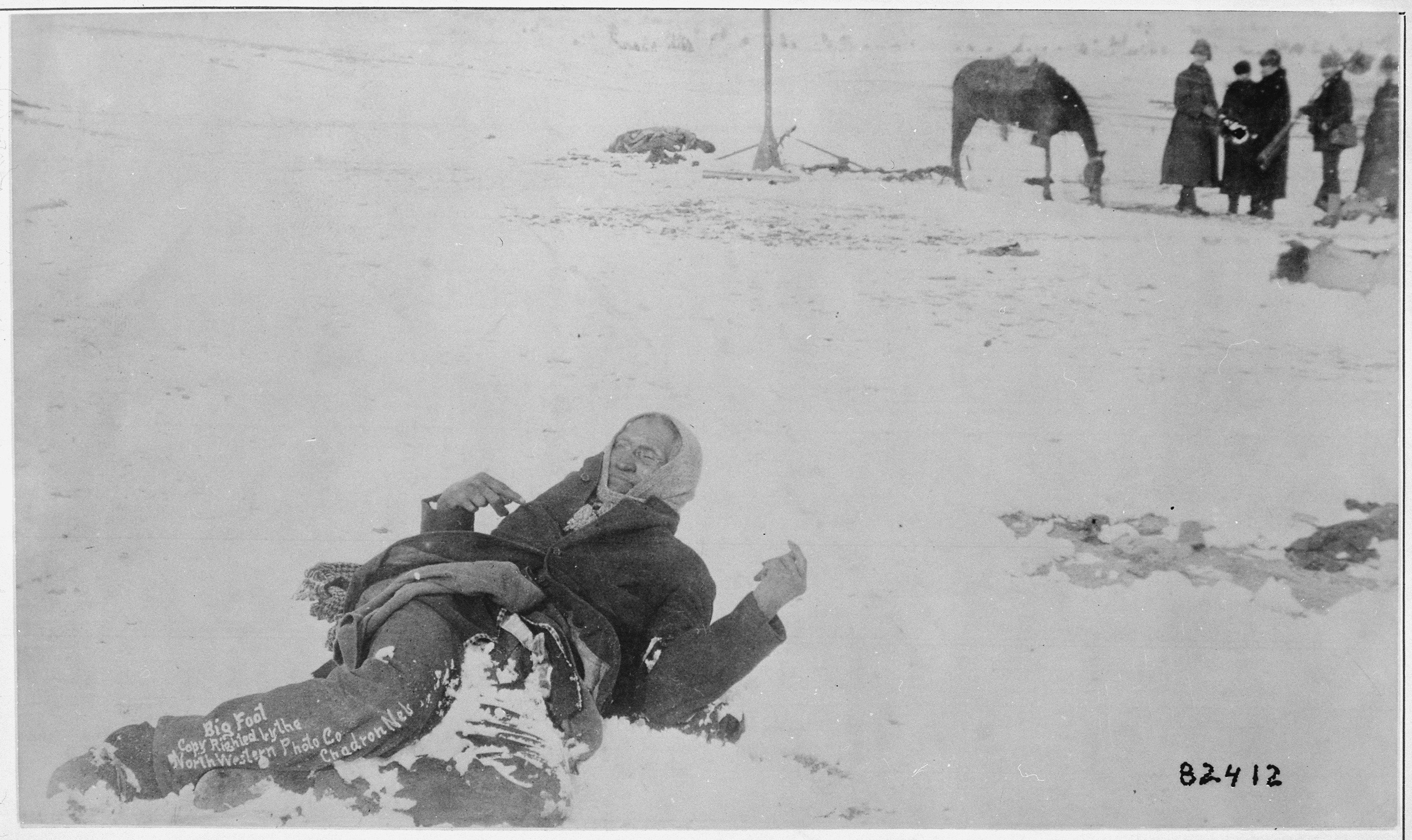
ビッグ・フット酋長の遺体を眺める兵士

1890年12月29日、 朝方、フォーサイスはインディアンたちの武装解除に取り掛かり、4門の速射砲ホッチキス山砲を、四方のキャンプを見下ろせる丘に据えさせた。8時ごろ、インディアンたちが軍の前に半円状に座った。フォーサイスは「20人ずつ銃を持って来い」と命令した。
生き残りの一人、ドッグ・チーフによれば、彼らの銃や武器はビッグ・フット酋長のティピーの横に積み重ねられた。が、まだ武器を差し出していない戦士がおり、フォーサイスは兵士に命じ、ティピーに押し入って無理やり銃を探させた。寝ている女の毛布を剥がす者もいた。この陵辱行為に人々は怒り、キャンプは一触即発の緊張状態となって、にらみ合いとなった。イエロー・バードという戦士ともう一人の戦士がビッグ・フットのティピーの前に立っており、二人とも体に白いシーツを巻きつけ、眼だけ覗かせていた。彼らはシーツの下に銃を隠し持っていた。一人の白人士官がこの一人から銃を取り上げ、イエロー・バードからも銃を奪おうとした時、揉み合いになった。このとき、銃が誤射され、白人士官を射殺してしまった。ドッグ・チーフはそばで一部始終を見ていたが、「完全な事故だった」と証言している。兵士達の多くは、まだ昨夜飲んだウィスキーで酔っていたという。
これをきっかけに、ついに米軍はインディアンに対する無差別虐殺を開始した。無抵抗の病人のビッグ・フットは、間もなく、ティピーに押し入った兵士に頭に弾を撃ち込まれて殺された。

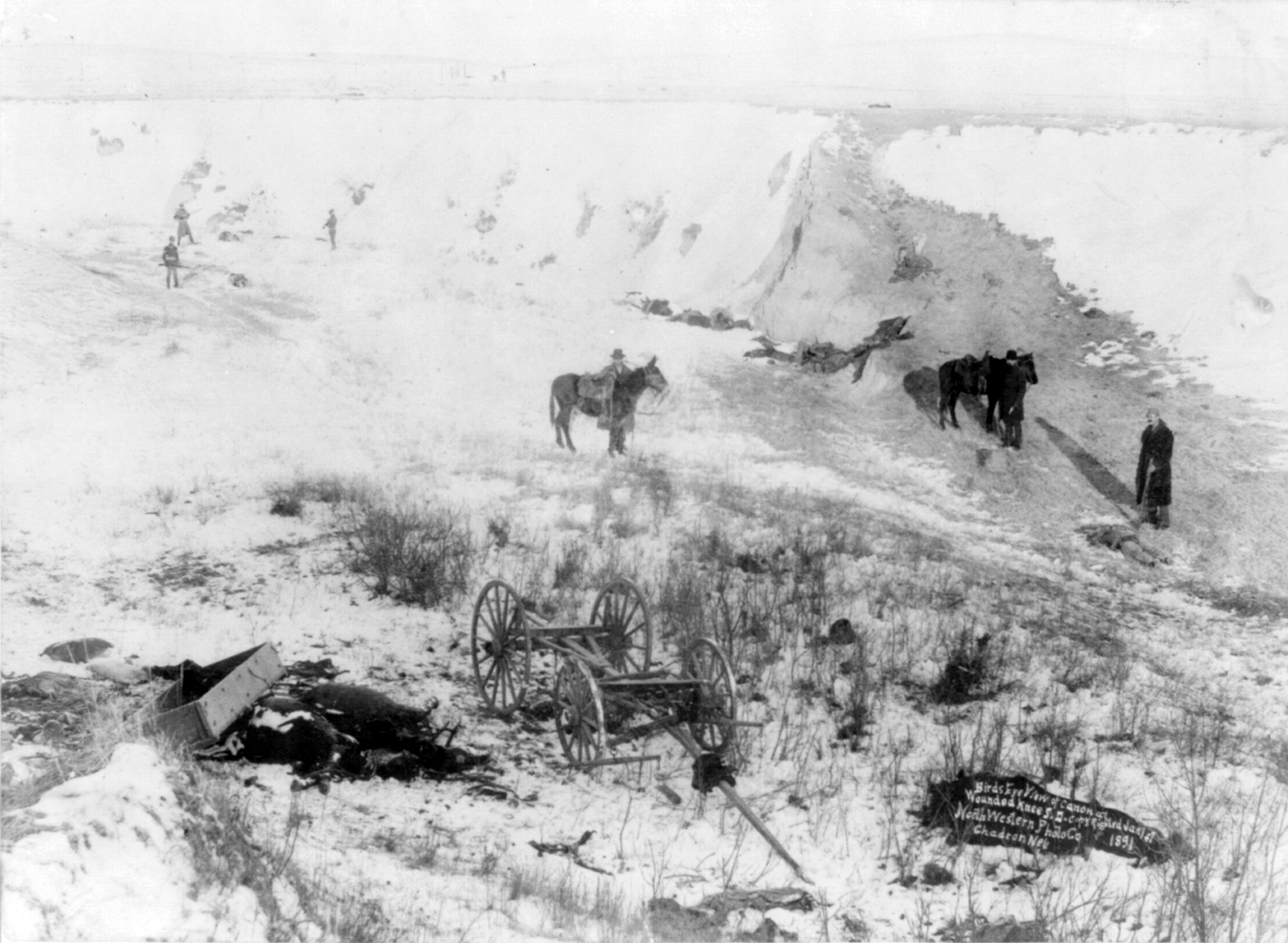
ウーンデッド・ニーの谷間。スー族や馬の死体が放置されている

軍は丘の上から速射ホッチキス山砲で無差別砲撃を加えた。さらに新鋭のスプリングフィールド銃 (Springfield rifle) で馬も犬も子供も狙い撃ちし、皆殺しにした。100人弱の戦士たちは、没収された銃を手にするまでは素手で虐殺者たちと戦った。イエロー・バードは銃をとってティピーに立てこもり、白人を狙い撃ちした。ティピーに火が放たれ、全身に銃弾を浴びるまで戦った。
銃・砲弾の降り注ぐ中、インディアンたちはそれでも3キロメートルばかり逃げたが、負傷のためにそこで力尽き、倒れていった。部族員のほとんどが武器を持たず、それを四方から取り囲んだ兵士達が銃撃した。白人は29人が亡くなった。米軍側の負傷者は39人だった。カスターの部下だった士官もいたが、彼は味方の攻撃の巻き添えで亡くなった。それほどまでのすさまじい無差別銃撃だった。

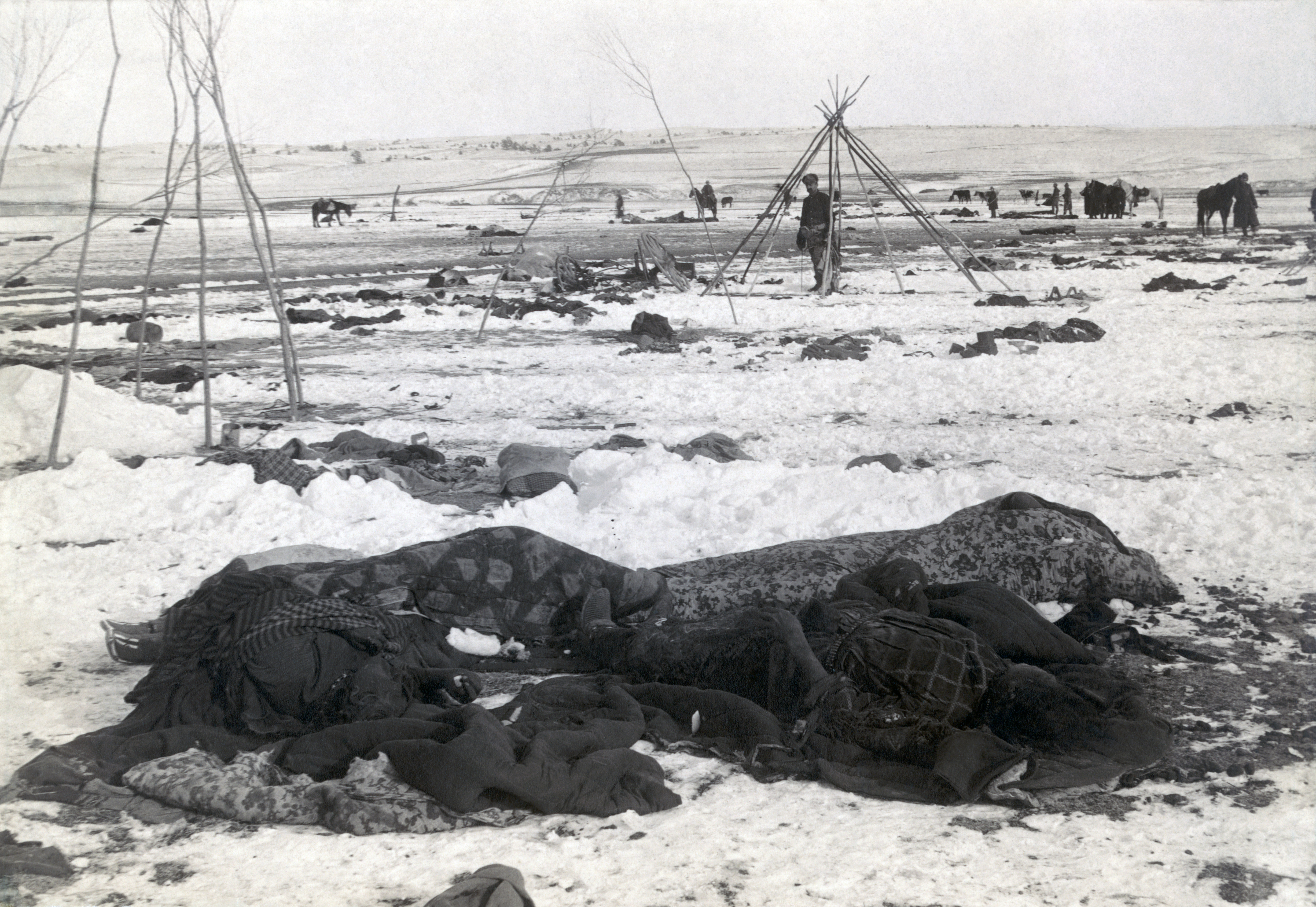
虐殺の3週間後。遺体には毛布がかけられている

「ホッチキス山砲は1分間で50発の弾を吐き、2ポンド分の弾丸の雨を降らせた。命あるものなら何でも手当たりしだいになぎ倒した。この（子供に対する3キロメートル余りの）追跡行は、虐殺以外何ものでもない。幼子を抱いて逃げ惑う者まで撃ち倒された。動くものがなくなってようやく銃声が止んだ」と、兵士の一人は回想している。
また、「これまでの人生で、このときほどスプリングフィールド銃がよく出来ていると思ったことはない」と、ある白人士官が言葉を残している。乳飲み子もたくさんいたが、米兵はこれも無差別虐殺した。「この幼子達が身体中に弾を受けてばらばらになって、穴の中に裸で投げ込まれるのを見たのでは、どんなに石のように冷たい心を持った人間でも、心を動かさないではいられなかった」と、埋葬隊の一人は言葉を残している。
この無差別虐殺は、発生直後にその報がシャイアンクリークの野営にも届き、直ちに20騎ばかりのスー族戦士団が虐殺現場へと馬で駆けつけた。米兵は彼らに発砲したが、すぐに退却した。救援の戦士団は、ワゴン砲の砲撃でばらばらになったたくさんの死体を見た。こときれた母親の胸で、乳を吸おうと泣き叫ぶ赤ん坊もいた。亡くなった母親のショールに包まって生きていた赤ん坊が3人いた。救援に駆け付けたスー族戦士のブラック・エルクとレッド・クロウは転がっている赤ん坊をそれぞれ一人ずつ見つけ、ショールでくるんで連れ帰った。この二人の赤ん坊はスー族が引き取ったが、白人に連れ去られた赤ん坊もいた（→ロスト・バード）。峡谷では、男児二人が銃を持ち、米兵と戦い、これを射殺していた。この二人の男児は全く傷を負っていなかった。
増援の戦士団に対し、退却した米兵は壕を掘って応戦した。夕方になって米兵は去り、ブラック・エルクたちはようやく虐殺の全容を把握した。彼はこのとき、「自分も死ねばよかった」と思ったという。虐殺された人々に対しては、哀れみや同情よりも、「いっそ白人の支配するつらいこの世に別れ、あの世で幸せに暮らすほうがいいかもしれない」と思ったと語っている。彼らは白人に対する復讐を誓った。ブラック・エルクたち救援の戦士団はパインリッジの保留地に戻ったが、一度退却した米軍が追跡してきた。パインリッジのスー族はティピーを置いたまま逃げていた。

## 虐殺のあと
12月30日の朝、ブラック・エルクたち保留地のスー族はウーンデッド・ニーに向かった。ホワイトクレイ・クリークのそばのキリスト教伝道所の近くですでにスー族同胞による戦闘は始まっており、両岸に待機したスー族は川沿いに下ってくる米兵を攻撃していた。伝道所の白人尼僧たちは、負傷したスー族の手当てを行った。スー族の攻撃は米兵を圧倒して優位に戦いを進めたが、やがて米兵側に「黒いワシチュー（黒人兵）」の一団が戦闘加入し、スー族は退却した。

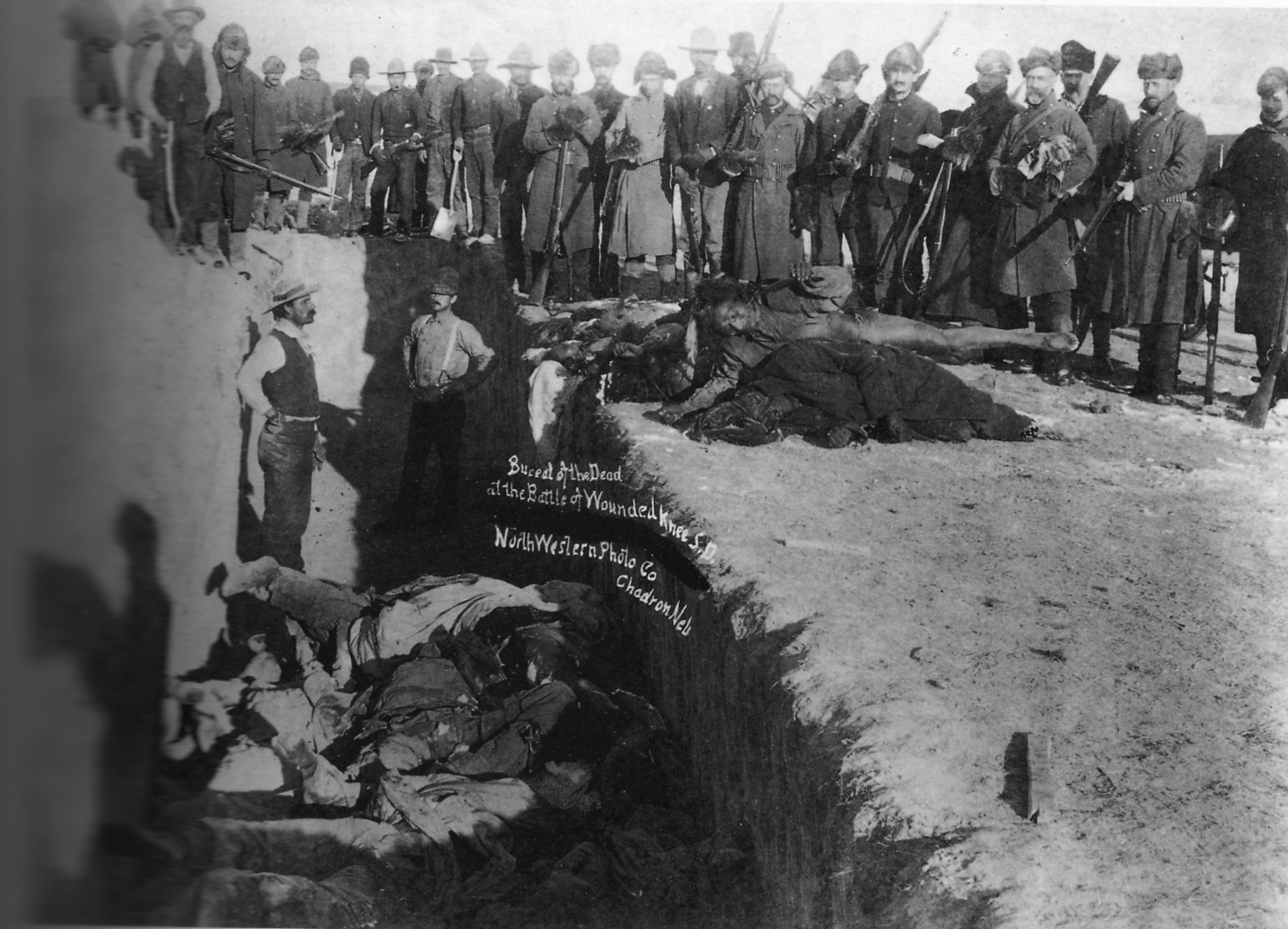
「埋葬」の様子

この大量虐殺でインディアン側の死者は300人近くに上り、豪雪のなか死体は3日間放置された。重傷を負った部族員女性は、治療のために「ゴースト・シャツ」を脱がせてよいかとの白人医師の問いにうなずき、「弾丸が通らないと言われていたのに。もうこんなものはいらない」と答えたとされる。インディアンの自由な世界が還って来るとされるゴースト・ダンスは、この大虐殺を機に、一挙に下火になっていった。兵士たちは、亡くなったインディアンたちから衣服や記念品を剥ぎ取った。「ゴースト・シャツ」を制服の下に着込んでみる者もいた。
1891年1月1日、埋葬隊が派遣された。銃座が置かれた丘の上に、ひとつだけ穴が掘られた。彼らの遺体は一人あたり2ドルの手間賃で、民間人アルバイトによってこのひとつだけ開けられた土の中へ投げ込まれた。

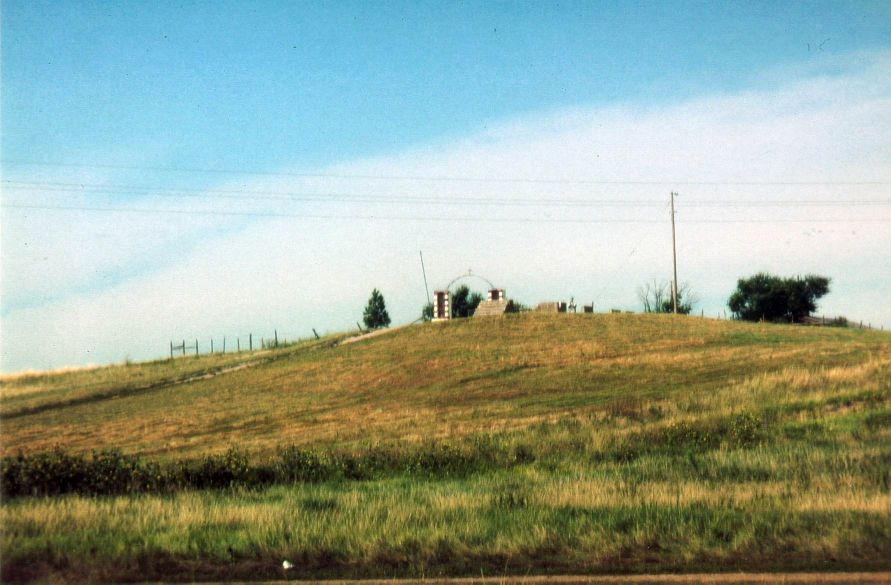
ウーンデッド・ニーの虐殺の慰霊碑

このビッグ・フット・バンドの死者数に関しては、虐殺した側と虐殺された側とで証言が食い違っている。白人側は150人から多くて200人程度だとし、スー族側は約300人、またそれ以上の数を挙げる向きもある。どちらにしろ、合衆国政府側は殺したスー族を上記のように扱って、その数を記録しなかったし、未だ十分な検証も行われていない。
虐殺を生き残ったブラック・エルクは後年、ウーンデッド・ニーの虐殺についてこう書き残している。

## 「ゴースト・ダンスの上着」の返還
1999年8月1日、スコットランドのグラスゴーにあるケルビングローブ美術館・博物館からスー族に対し、「ゴースト・ダンスの上着」の返還が行われた。この「ゴースト・ダンスの上着」はケルビングローブ美術博物館館長のパトリシア・アレンによれば、「ウーンデッド・ニーの虐殺」で亡くなった戦士から剥ぎ取られ、1891年にバッファロー・ビルの「野生の西部ショー」のグラスゴー巡業の際に、ショーの通訳だったジョージ・クレイガーという人物によってモカシンや他の物品とともに「インディアンの珍奇品」として同博物館に持ち込まれたものである。
1992年9月、英国ツアー中に当博物館を訪れ、これを発見したジョージア州ウッドストックのインディアン弁護士、ジョン・アールによって、この遺品のスー族に対する返還要求が起こされた。同博物館では当時、「コロンブスによるアメリカ“発見”500周年記念展示」として、マクミラン・ギャラリーで「ゴースト・ダンスの上着」が展示されていた。アールは帰国後、スー族の遺族会にこれを報告し、アート・ギャラリーと博物館を管轄するグラスゴー地区議会の管理部門までたどって、ジュリアン・スポールディング館長に手紙を書き、正式に博物館側に遺品の返還を要求。しかし博物館はこれを拒否した。
1995年に、スー族の「ウーンデッド・ニー遺族会（Wounded Knee Survivors' Association）」はマルチェラ・ラ・ビューを特使とし、この遺品の返還を博物館側に強く要望した。「ゴースト・ダンスの上着」は、現在もスー族社会で神聖視されているものである。ラ・ビューはこう述べている。
しかし、グラスゴー博物館はこれが「アメリカ本土以外ではここにしかない希少品」であり、「英国の市民に、ゴースト・ダンスとウーンデッド・ニーの虐殺の歴史を教育するのに欠かせないものとして、ここに保管されるべきである」と主張。1997年春には、この「ゴースト・ダンスの上着」ほかの虐殺遺品はグラスゴーで、小学生教育のための展示会に出展された。
1998年、ジョン・アールと「ウーンデッド・ニー遺族会」、博物館、グラスゴー市参事会の6年越しの交渉の結果、市参事会はついに全会一致で遺品の返還を決定。107年の時を経て、晴れてスー族のもとへと返還されることとなった。この決定に対し、「ウーンデッド・ニー遺族会」で返還運動を続けていたスー族遺族のマルチェラ・ラ・ビューは感涙し、「私たちはグラスゴー市とその周りの地域の友情と、圧倒的な支援に感謝します」と謝辞を述べた。
1999年7月末に、「ゴースト・ダンスの上着」を返還するため、グラスゴー評議員や美術館スタッフを含む代表団がサウスダコタを訪問。彼らはこの訪問で、「米国外からのこのような遺品の返還はアメリカ政府は全く予期しておらず、アメリカ本国の法律の限界を浮き彫りにした」と述べている。スー族国家とグラスゴーの間で、晴れて大虐殺の遺品は正式に返還された。
同年8月1日の日曜日、サウスダコタのシャイアン川保留地にあるイーグルビュットで、グラスゴー代表団が出席した返還式典が行われた。スー族はこの歴史的な返還を祝い、大虐殺の被害者と生存者の子孫の大半が参加して、4日間にわたる儀式を行った。グラスゴー代表団はスー族遺族団とともにパインリッジ保留地のウーンデッド・ニーまで移動した。 スー族にとって古い精霊たちの守護者である「ワーワヤンカ（斑鷲）」が上空を飛び交い、スー族はこれを「償いのしるしと精霊からの歓迎メッセージ」と述べた。
翌8月2日、 同州ピエールの州議会議事堂で式典が締結され、「ゴースト・ダンスの上着」はスー族が独自の美術館を持つようになるまで、サウスダコタ州歴史協会博物館で保管されると決定した。
2009年8月1日、「ゴースト・ダンスの上着」の返還10周年記念式典が開かれ、ダン・ブロスツによって上着が輸送された。ブロスツはこう述べている。
返還10周年式典では名誉の蝋燭が灯され、ウーンデッド・ニーの虐殺で殺されたスー族被害者たちの名前が読み上げられた。

## ウーンデッド・ニー再現行

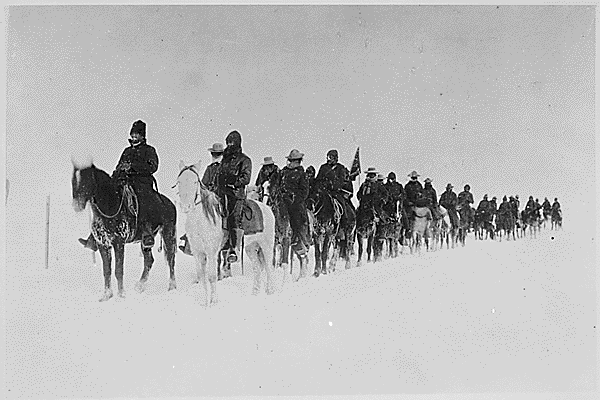
スー族有志による「ウーンデッド・ニーの死の旅」の雪中再現行

現代になって、このときのスー族の苦しみを体験し、一族の誇りを再確認するべく、子供も含めたスー族の有志数十人によって、虐殺日に合わせてビッグ・フット・バンドのとった行程を再現して辿る試みが、毎年極寒の大平原において騎馬で行われている。